# Bahiatapaculo
De bahiatapaculo (Eleoscytalopus psychopompus; synoniem: Scytalopus psychopompus) is een zangvogel uit de familie tapaculo's (Rhinocryptidae). Het is een endemische vogelsoort van het Atlantisch Woud in Brazilië.

## Vondst en naamgeving
De bahiatapaculo is in juli 1944 in de Braziliaanse stad Ilhéus ontdekt maar gezien als ondersoort van de witborsttapaculo (E. indigoticus). Vijfenvijftig jaar later werd deze vogel als een nieuwe soort beschreven door de Braziliaanse ornithologen Dante Luiz Martins Teixeira en Nei Eni Demas Carnevalli. Zij gaven de vogel de wetenschappelijke naam Eleoscytalopus psychopompus. De soortaanduiding betekent "zielenleider" in het Oudgrieks.

## Kenmerken
De bahiatapaculo is een kleine vogel van circa 11 centimeter lengte die 18 gram weegt. De vogel is van boven blauwgrijs, op de rug geleidelijk naar de stuit toe roodbruin. De keel en borst zijn wit, de flanken donkergrijs en de onderbuik is roodbruin. De poten zijn geelbruin, de snavel is tweekleurig, van boven bijna zwart, van onder vuilgeel.

## Verspreiding en leefgebied
Deze vogel is endemisch in Brazilië en komt enkel voor aan de zuidkust van de staat Bahia. Het natuurlijke leefgebied (habitat) is subtropisch of tropisch vochtig laaglandbossen op een hoogte tussen de 15 en 200 m boven zeeniveau. Deze leefgebieden liggen in het bioom Atlantisch Woud, waar de vogel voorkomt in rivier- en beekdalen in kleine, dichte moerasbossen met veel ondergroei en klimplanten die hoogstens 50 meter verwijderd zijn van de waterstroom.

## Status
De soort wordt bedreigd door habitatverlies ten gevolge van ontbossing, daardoor raakt het leefgebied versnipperd. De trends in populatie-aantallen zijn dalend. In 2020 werd het totale aantal geschat op een 250-100 volwassen individuen. Om deze redenen staat de bahiatapaculo als bedreigd op de Rode Lijst van de IUCN.